# Suzuki SJ
Die Suzuki SJ-Modelle des japanischen Herstellers Suzuki sind eine Baureihe leichter Geländewagen mit Leiterrahmen und Starrachsen, die von September 1981 bis Dezember 2004 mit langem oder kurzem Radstand sowie mit offener und geschlossener Karosserie als „Cabrio“ und „Van“ gebaut wurde.
Alle SJ-Modelle hatten Hinterradantrieb, einen zuschaltbaren Allradantrieb und eine Geländereduktion sowie eine Kugelumlauflenkung ohne Servounterstützung. Bei allen offenen Versionen war die Windschutzscheibe umklappbar.
In Japan verkaufte Suzuki sämtliche Generationen seiner leichten Geländewagen bereits seit 1968 unter dem Namen Jimny, während dieser Name in Deutschland erst mit dem Nachfolger der SJ-Baureihe eingeführt wurde. Außerhalb von Europa wurde die Baureihe auf einigen Exportmärkten auch als Suzuki Sierra vermarktet. In der Schweiz wurde der SJ als Suzuki 4x4 Strada angeboten, in Australien als Holden Drover.

## SJ 410 (1981–1988)
Der SJ 410 startete im September 1981 in Japan und wurde als Nachfolger des Suzuki LJ 80 in Deutschland im Frühjahr 1982 mit einem 1,0-Liter-Motor mit 33 kW (45 PS) und Viergang-Getriebe vorgestellt.
Während der Motor mit seinem Grauguss-Zylinderblock und Leichtmetall-Zylinderkopf dem des Vorgängers noch stark ähnelte, erhielt der SJ 410 ein neu konstruiertes Verteilergetriebe mit U-förmiger Schaltkulisse sowie automatische oder manuelle Freilaufnaben an der Vorderachse.
Bei der Markteinführung war der SJ 410 an allen vier Rädern noch mit Trommelbremsen ausgerüstet und hatte keinen Bremskraftverstärker. Spätere Versionen erhielten vorn Scheibenbremsen. Das Zweikreis-Bremssystem wirkte jeweils separat auf Vorder- und Hinterachse. Die Handbremse wirkte wie beim LJ 80 auf die Antriebswelle zur Hinterachse. Darüber hinaus gab es eine bereits aus dem LJ 80 bekannte Parksperre für das Hinterachs-Differenzial. Die Reifendimension war 195 × 15.

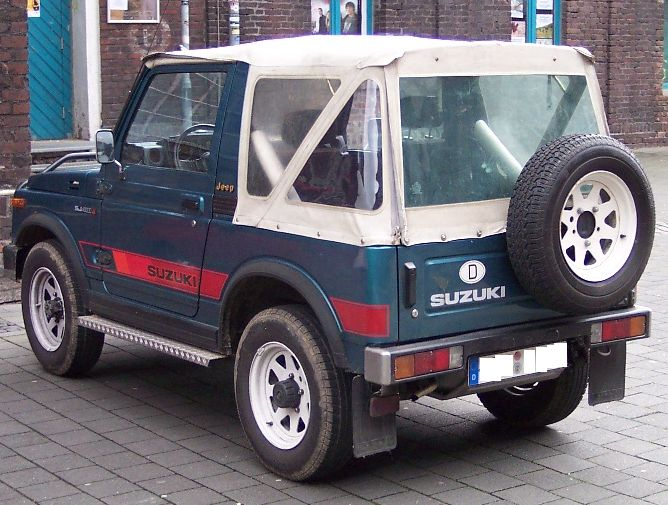
Heckansicht
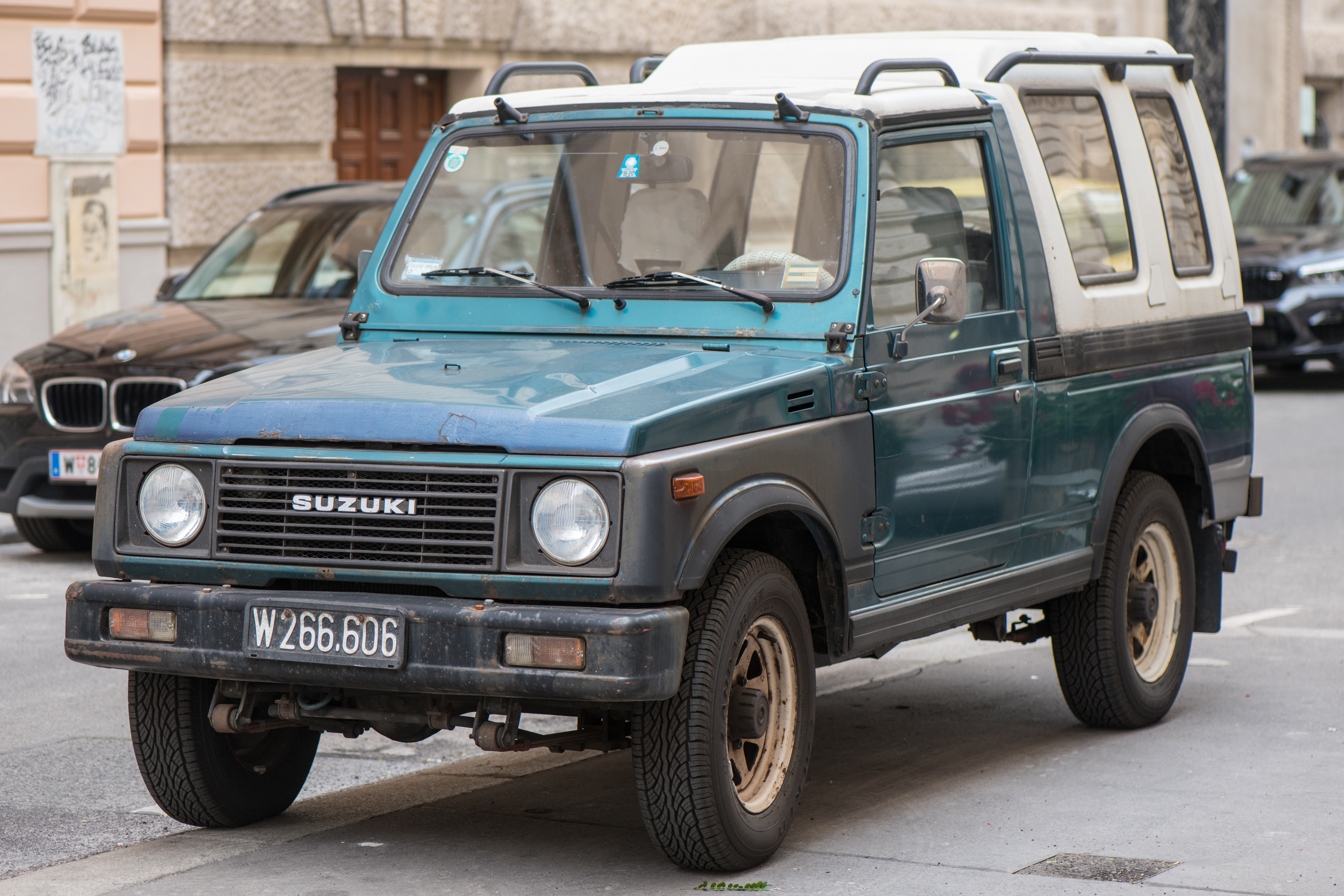
Frontansicht
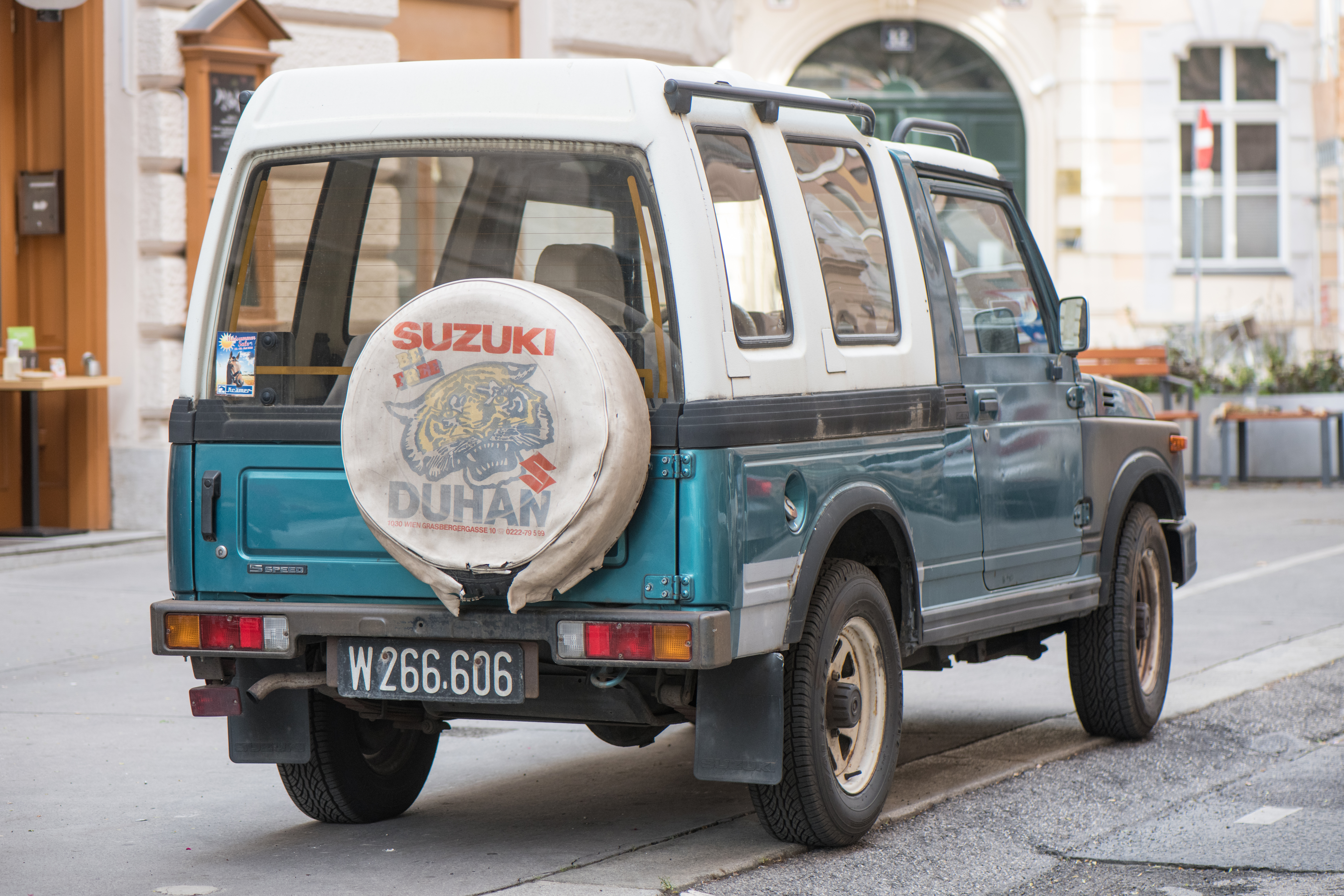
Heckansicht

## SJ 413 (1984–1990)

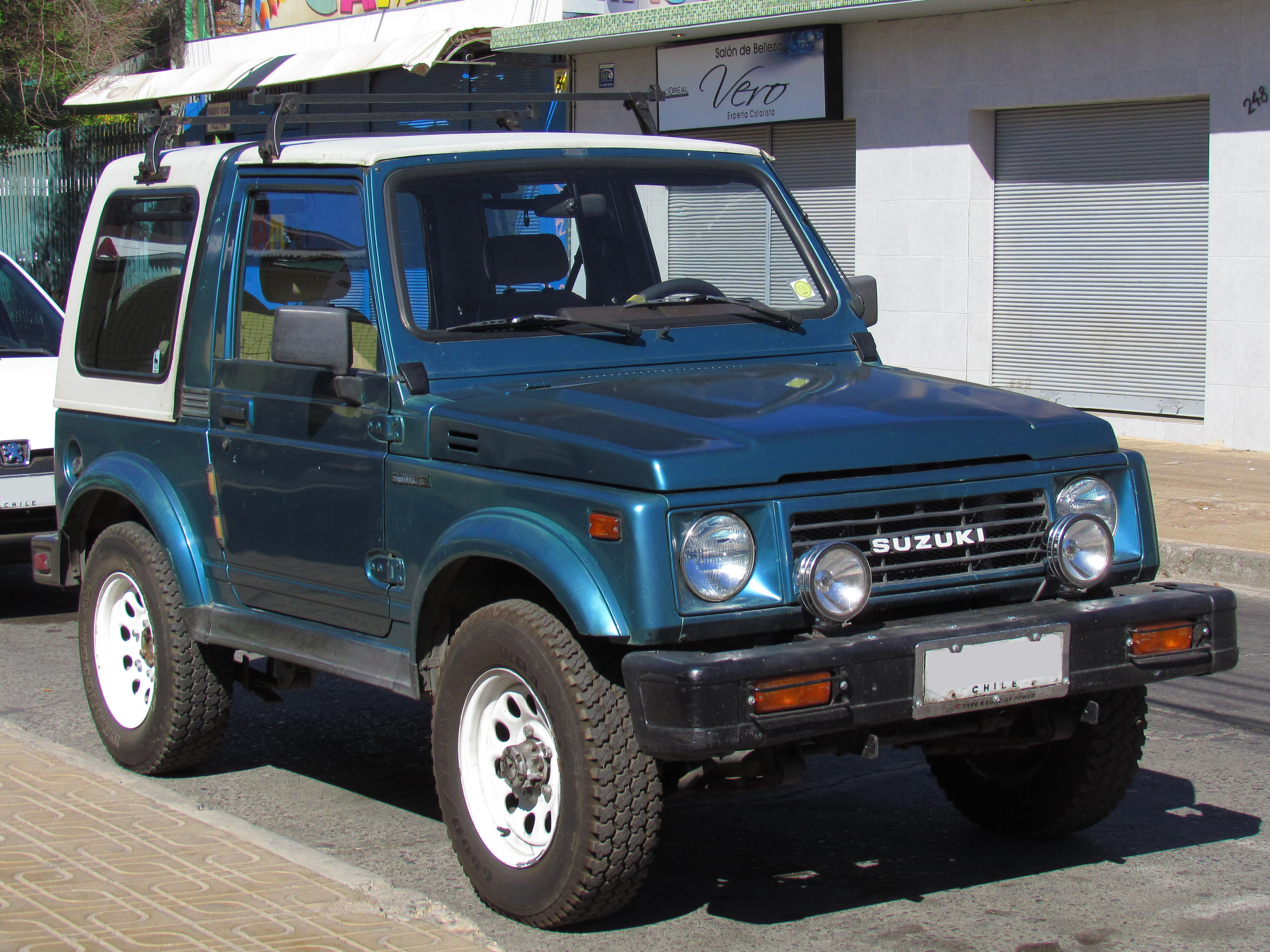
Suzuki SJ413 (1984–1990)

Im Herbst 1984 folgte der stärkere SJ 413 mit einem 1,3-Liter-Motor mit 47 kW (64 PS) und 100 Nm maximalem Drehmoment. 1987 folgte eine Version dieses Motors mit ungeregeltem Katalysator und 44 kW (60 PS). Die Länge lag bei 3.430 mm, die Übersetzung der Achsdifferenziale bei 3,909.
Markante Unterschiede zum SJ 410 bilden die nach oben gewölbte Motorhaube, um den höheren Motor unterzubringen, sowie der neue Kühlergrill mit Querrippen aus Kunststoff.
Die geschlossene Karosserie war ab dem SJ 413 wahlweise auch mit Hochdach und Panoramafenstern hinten erhältlich, die Ausführungen mit langem Radstand jetzt mit Hard- oder Softtop zu haben. In Österreich bot Suzuki auch einen Lieferwagen ohne hintere Fenster, ohne Rücksitzbank und mit Trenngitter an. Die Reifengröße blieb gleich, die Bodenfreiheit unter dem Differenzial betrug 225 Millimeter, der Böschungswinkel vorn 47° und hinten 34°.
Der neu entwickelte Motor mit der Bezeichnung G13A war eine deutlich modernere Konstruktion aus Leichtmetall mit einer obenliegenden, per Zahnriemen angetriebenen Nockenwelle und wog nur noch 78 kg. Die Gemischaufbereitung übernahm ein Fallstrom-Registervergaser mit Beschleunigungspumpe und automatischem Choke, die Zündung eine kontaktlose Transistorzündung.
Die meisten SJ 413 wurden mit Fünfgang-Getriebe verkauft; nur in den ersten beiden Baujahren wurde wahlweise noch das Viergang-Getriebe angeboten. Dazu kam ein Verteilergetriebe mit geänderten Übersetzungsverhältnissen.
Das Fahrwerk des SJ 413 erhielt etwas weichere Blattfedern sowie einen Stabilisator an der Vorderachse. Der neue Antriebsstrang machte geänderte Aufnahmen im vorderen Bereich des Rahmens erforderlich. Die Ausführungen mit kurzem Radstand bekamen ein diagonal geteiltes Zweikreis-Bremssystem. Alle Versionen hatten einen Bremskraftverstärker aus, die „de Luxe“-Version serienmäßig manuell zu schaltende Freilaufnaben.
Unter anderem wurde das Fahrzeug auch unter Lizenz von Santana Motor in Linares, Spanien produziert. Die von Santana gefertigten Fahrzeuge sind technisch nicht in allen Teilen gleich mit jenen aus Japan. Außerdem wird den spanischen Fahrzeugen eine höhere Rostempfindlichkeit nachgesagt. Man erkennt sie an der mit „VSE“ beginnenden Fahrzeug-Identifizierungsnummer, während die der japanischen Fahrzeuge mit „JSA“ anfängt.
Rickman in Großbritannien bot ab 1987 mit dem Rickman Ranger ein vom Suzuki SJ inspiriertes Bausatzfahrzeug an, das auf die Verwendung älterer Ford-Komponenten zugeschnitten war und bis 1999 etwa 900 mal verkauft wurde.

## Samurai (1988–2004)
Ende des Jahres 1988 erhielt der SJ eine Modellpflege und wurde nun auch für den Export nach Deutschland in Suzuki Samurai umbenannt. Er bekam im Vergleich zum Vorgänger eine um 90 Millimeter breitere Spur, 60 Millimeter breitere Achsen und neue Räder mit einer verringerten Einpresstiefe. Außerdem bekam er ein moderneres Armaturenbrett und weitere kleine Verbesserungen und  es wurde die Übersetzung der neuen Achsdifferenziale des Fahrzeugs um fünf Prozent auf 3,727 verlängert.
Die Grundform der Karosserie blieb zwar gleich, jedoch die ausgestellten Kotflügel, die Scheinwerfer-Einfassungen und deren Rahmen wurden in Wagenfarbe lackiert. Die leicht verbreiterten Stoßfänger erhielten Kunststoffschoner an den Ecken, die seitlichen Blinker wurden hinter die vorderen Radausschnitte verlegt und die Außenspiegel leicht vergrößert. Es blieben jedoch weiterhin zwei unterschiedliche Radstände für das Fahrzeug und die Karosserievariante Lieferwagen im Programm.
Bis zum Sommer 1990 gab es den Vergaser-Motor (G13A) des SJ 413 mit 1315 cm³ und 44 kW (60 PS); in der Version mit langem Radstand ohne ungeregelten Katalysator. Im September 1990 stellte Suzuki den sehr ähnlichen G13B-Motor mit elektronisch gesteuerter Zentraleinspritzung, leicht auf 1.298 cm³ reduziertem Hubraum und 51 kW (69 PS) sowie 103 Nm bei 3.500/min vor. Dieser später auch im Suzuki Swift eingebaute Motor war mit einem geregelten Katalysator ausgerüstet.
Darüber hinaus gab es zwei verschiedene Dieselmotoren, die Suzuki bei Renault (1890 cm³, 62 PS (46 kW)) und Peugeot (1905 cm³, 64 PS (47 kW)) zukaufte.
Das Fahrwerk des Samurai stimmte Suzuki nochmals mehr auf Fahrkomfort ab. Die vorderen Blattfedern hatten nur noch drei Federlagen, Federn und Stoßdämpfer wurden neu abgestimmt und ein härterer Stabilisator montiert. Dadurch sank die Höhe um 25 mm, während die neue Reifengröße von 205/70 R15 die Bodenfreiheit unter dem vorderen Differenzial auf 19,5 cm verringerte. Die österreichische Version war im letzten Verkaufsjahr bereits mit anderen Radaufhängungen und Schraubenfedern ausgestattet.
Die Bremsanlage bekam in allen Versionen einen Bremskreis für die vorderen Scheibenbremsen und einen für die hinteren Trommelbremsen. Die Handbremse wirkte beim Samurai auf die Trommelbremsen, so dass die Parksperre am Hinterachsdifferenzial entfallen konnte.
Im Jahr 1992 kam es  zu einem weiteren Facelift, und zwar der Kühlergrill erhielt drei Querstreben.
Beim Facelift im Sommer des Jahres 1998 verlegte Suzuki die vorderen Blinker und Standlichter vom Stoßfänger in die Frontmaske außen neben die Hauptscheinwerfer und der Kühlergrill erhielt wieder vier Querstreben. In dieser Form wurde der Samurai bis zur Einstellung der Reihe zum Jahresende 2004 gebaut.

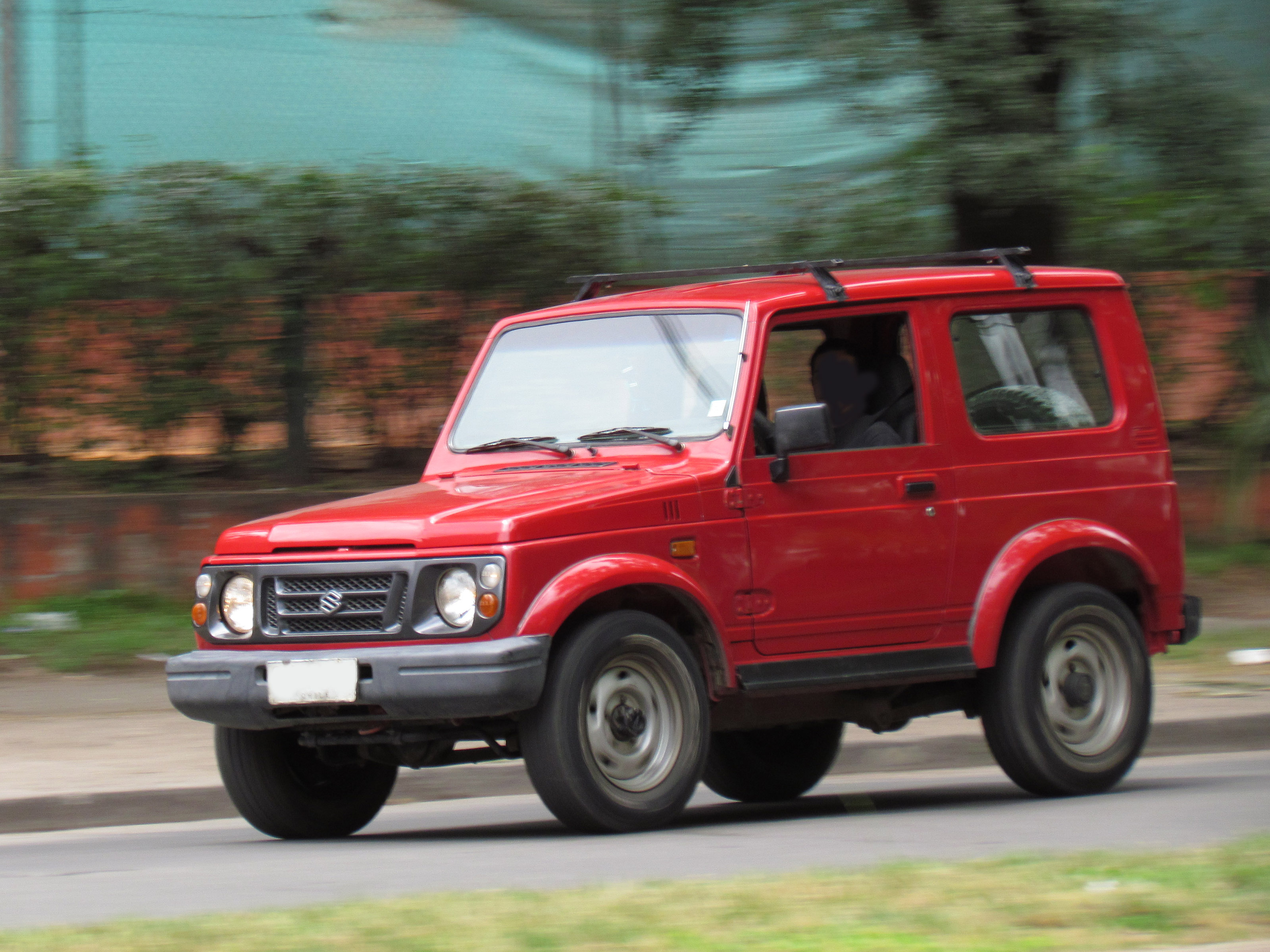
Suzuki Samurai (1992–1998)
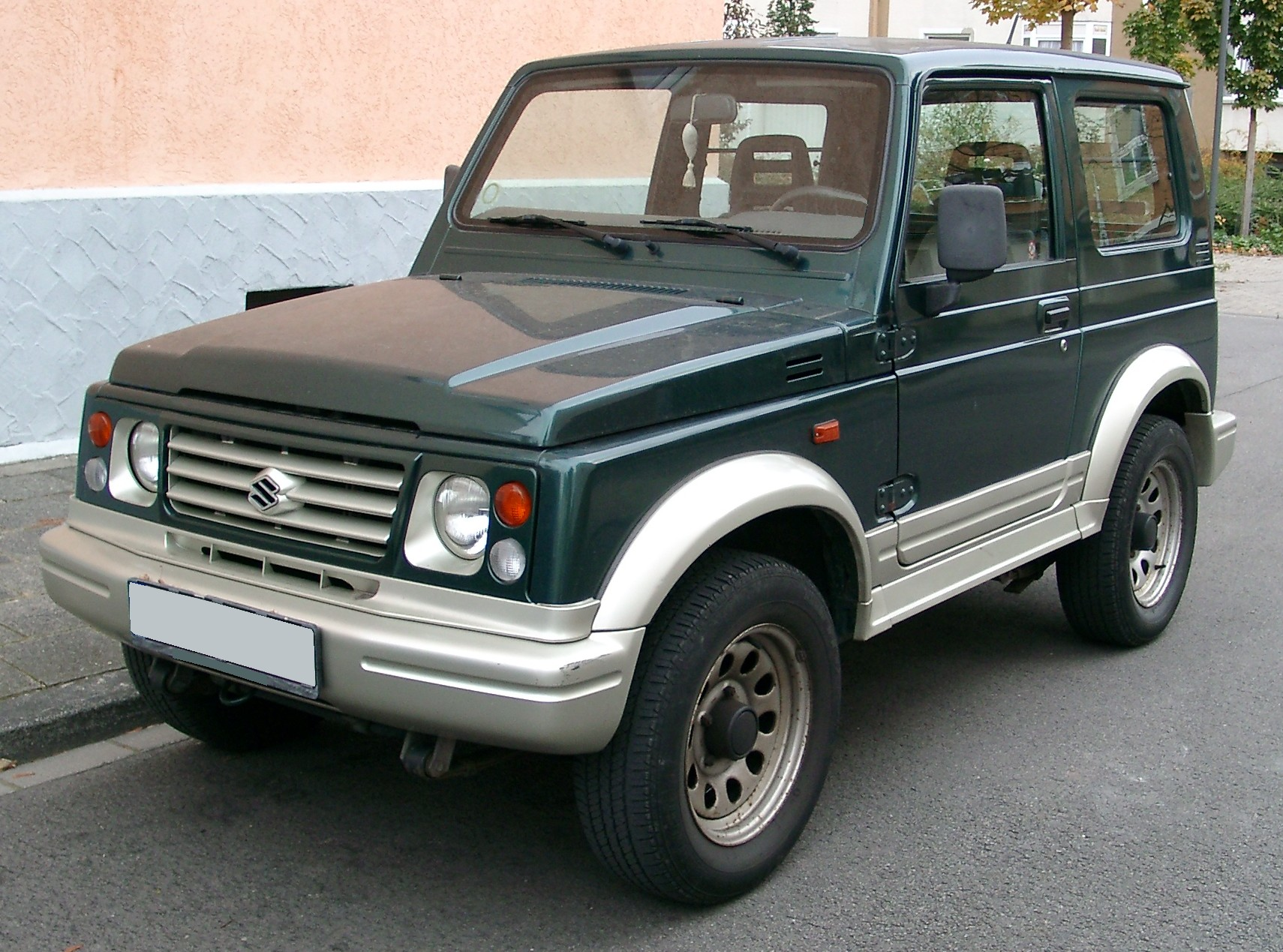
Suzuki Samurai (1998–2004)
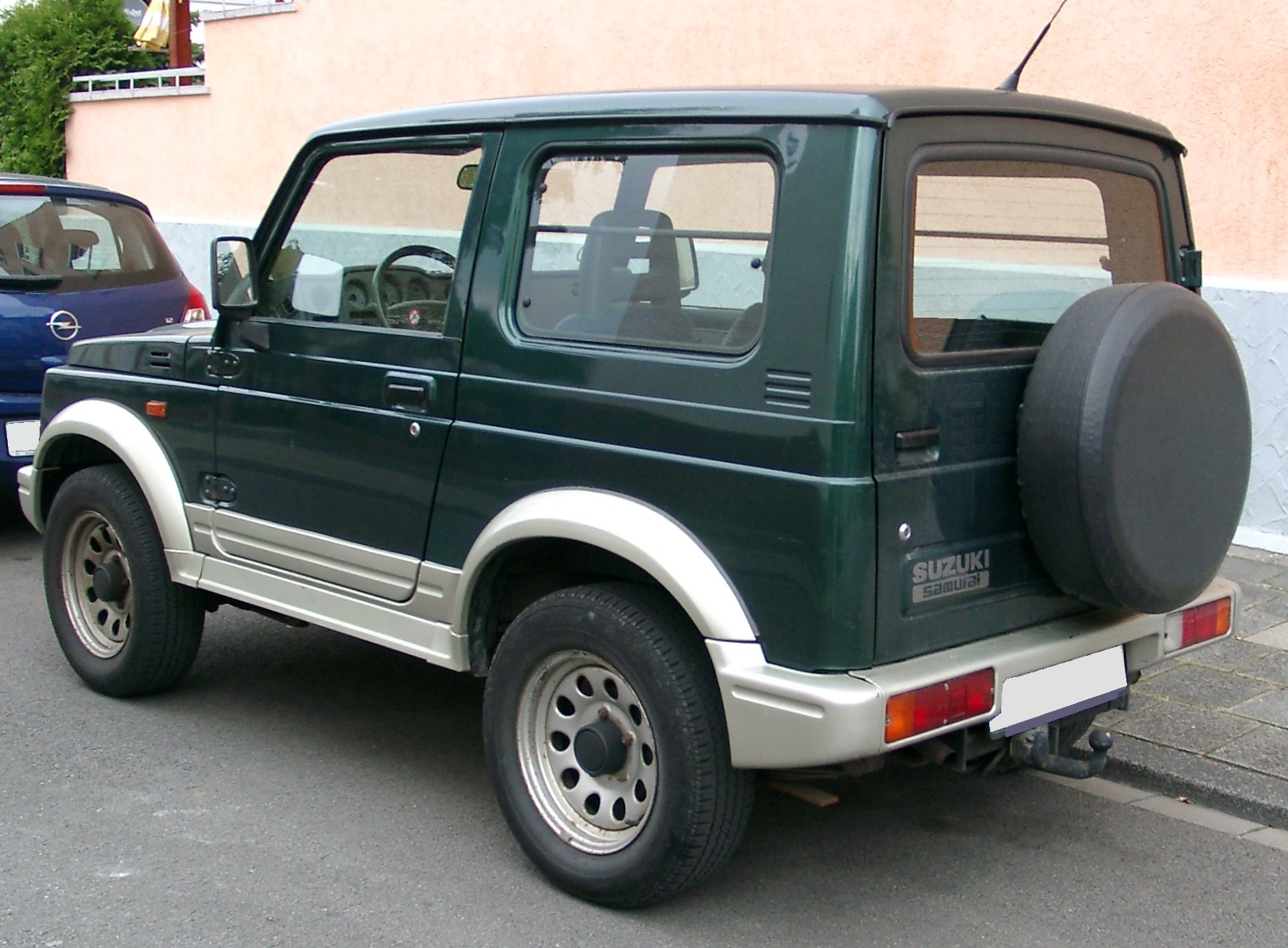
Heckansicht

## Höhenweltrekord
Mit einem modifizierten 1986er SJ wurde am 21. April 2007 ein neuer Höhenweltrekord für Pkw aufgestellt. An den Hängen des Vulkans Ojos del Salado in Chile fuhren die beiden Chilenen Gonzalo Bravo und Eduardo Canales bis auf eine Höhe von 6688 m.

## Maruti Gypsy
In Indien wurde der SJ weiterhin vom Suzuki Tochterunternehmen Maruti Suzuki India als Maruti Gypsy produziert. Die Produktion ist seit März 2019 eingestellt. Maruti Suzuki scheute den Entwicklungsaufwand für den Einbau von Airbags und ABS.